# HMS Captain (1787)
Pour les autres navires du même nom, voir HMS Captain.
Le HMS Captain est un navire de ligne de 3e rang avec 74 canons. Il appartenait à la Royal Navy et fut lancé le 26 novembre 1787.
Il a participé au raid sur Gênes (1793) aux batailles du cap Saint-Vincent (1797), sous le commandement d'Horatio Nelson, de Gênes (1795) et des îles d'Hyères (1795).
En octobre 1793, il captura la frégate française Impérieuse au large de La Spezia.